# Cerkiew św. Jerzego Zwycięzcy w Chróścinie
Cerkiew pod wezwaniem św. Jerzego Zwycięzcy – prawosławna cerkiew filialna w Chróścinie. Należy do parafii Częstochowskiej Ikony Matki Bożej w Częstochowie, w dekanacie Kraków diecezji łódzko-poznańskiej Polskiego Autokefalicznego Kościoła Prawosławnego.

## Historia
Wzniesiona w II połowie XIX w. Budowa cerkwi w Chróścinie była związana z nadaniem rosyjskiemu generałowi lejtnantowi Krasnokutskiemu folwarków Bolesławiec, Wiewiórka, Chróścin, Mieleszyn, Mokrsko, Krzyworzeka i Kamionka w uznaniu zasług w tłumieniu powstania styczniowego. Córka generała, Tatiana, wyszła za mąż za Iwana Łopuchina i razem z mężem ufundowała w Chróścinie budowę nowej rezydencji rodzinnej oraz prywatnej niewielkiej cerkwi. Służyła ona głównie rodzinie (miała być grobowcem Łopuchinów) oraz prawosławnym służącym i stacjonującym w okolicy żołnierzom z garnizonu przygranicznego. Obiekt został wzniesiony w końcu XIX wieku, w 1903 został w nim pochowany tragicznie zmarły synek fundatorów. Dookoła cerkwi urządzono cmentarz prawosławny. Koszt budowy wyniósł 12 tys. rubli. 
W czasie I wojny światowej Łopuchinowie wyjechali ze swojego majątku do Prus, w 1918 żołnierze niemieccy rozebrali drewnianą dzwonnicę cerkwi i zabrali z niej dzwony. Po 1918 ich dobra zostały poddane parcelacji, w zamku umieszczono sierociniec oraz internat szkoły rolniczej, zaś cerkiew została formalnie przejęta przez Skarb Państwa. Chociaż nie wyznaczono dla niej stałego duszpasterza, odbywały się w niej nieregularne nabożeństwa odprawiane przez kler z Wielunia. Żadnych zniszczeń nie przyniosła obiektowi II wojna światowa, po wojnie w cerkwi została urządzona kaplica pogrzebowa dla mieszkańców domu opieki społecznej ulokowanego w zamku Łopuchinów. W tym czasie cerkiew posiadała jeszcze pełne wyposażenie, ikonostas, utensylia liturgiczne, a pokrywająca ją dekoracja malarska była w dobrym stanie. W latach 70. zabroniono jednak dalszego korzystania z obiektu o niewiadomej przynależności, a rozbiórka ogrodzenia wokół cerkwi dodatkowo przyczyniła się do jej dewastacji. W ciągu kolejnych dziesięcioleci świątynia systematycznie niszczała. 
Dopiero w 1989 został dokonany opis techniczny cerkwi, razem z wykazem zaszłych w niej zniszczeń i oceną możliwości remontu. W tym samym roku częściowo zabezpieczono budynek przed dalszym niszczeniem. Obiekt został częściowo wyremontowany z inicjatywy prywatnej, od 2006 ponownie jest w rękach Kościoła Prawosławnego, który przejął go z rąk rzymskokatolickiej parafii pw. św. Mikołaja w Chróścinie.
W 2013 ukończono remont elewacji cerkwi i zbudowano nowe schody.
Świątynię wpisano do rejestru zabytków 5 czerwca 1989 pod nr 510.
Cerkiew św. Jerzego w Chróścinie jest jedyną wiejską świątynią prawosławną w województwie łódzkim.

## Architektura
Budowla murowana, tynkowana, o czterech małych kopułach. Świątynia była bogato zdobiona freskami, zarówno wewnątrz, jak i na zewnątrz. Wykończone w 1913 polichromie (niektóre źródła uznają datę ich poświęcenia za datę poświęcenia całej cerkwi) przedstawiały walkę św. Jerzego ze smokiem, aniołów i czterech ewangelistów. Powierzchnia użytkowa cerkwi liczy 44,39 metra kwadratowego.